# Francesco Gusmitta

Docfranz

Francesco Gusmitta (Trieste, 27 maggio 1966) è un attore e regista italiano.

## Biografia
Francesco Gusmitta nasce a Trieste, dove inizia nel 1987 la sua carriera teatrale, debuttando con il regista ungherese Laslo Vamos. Mentre studia all'università di Padova si diploma all’Accademia Veneta dello Spettacolo nel 1993, anno in cui decide di trasferirsi a Roma.
Nel teatro lavora, fra gli altri, al fianco di attori come Valeria Valeri, Maurizio Micheli, Michele Placido, Piera Degli Esposti, Alessandro Preziosi, Massimo Dapporto, Giuseppe Pambieri, diretto da Ennio Coltorti, Michele Mirabella, Antonio Calenda, Gianni Fenzi.
Nella fiction televisiva e nel cinema ha il ruolo di coprotagonista in "Amanti e Segreti" regia di Gianni Lepre, al fianco di Monica Guerritore e Orso Maria Guerrini, è stato inoltre protagonista di una puntata ne la "Squadra" regia di Lucio Gaudino, e vanta numerose partecipazioni ne il "Maresciallo Rocca" con Gigi Proietti, "La Stagione dei Delitti" con Barbara De Rossi, "Il Grande Torino", "Un Caso di Coscienza 3", "Coppia Omicida" con Raul Bova e Raz Degan, "Altre Storie Per Il Commissario Vivaldi" con Lando Buzzanca, "Un Caso di Coscienza 5" "Don Matteo 7", con Terence Hill, "il ragazzo invisibile" regia di Gabriele Salvatores, "Volevo fare la RockStar" regia di Matteo Oleotto, "L'Azzardo" regia di Alessandra Cardone. "Il Silenzio dell'Acqua 2" regia di Pier Belloni.
Nella pubblicità è stato attore coprotagonista di vari spot, tra questi: il canone Rai, l'integratore della Polase e la "Fiera di Milano".
Alla radio conduce diversi programmi sia per radio private triestine come RadioPuntoZero e RadioAttività che per la Rai, tra cui "Docfranz", come voce notturna di RadioCentroSuono a Roma.
Ha inoltre lavorato più volte nel campo del doppiaggio nei film "Era Glaciale 2" , "Codice Rosso", "Nassirya", "Fearless".

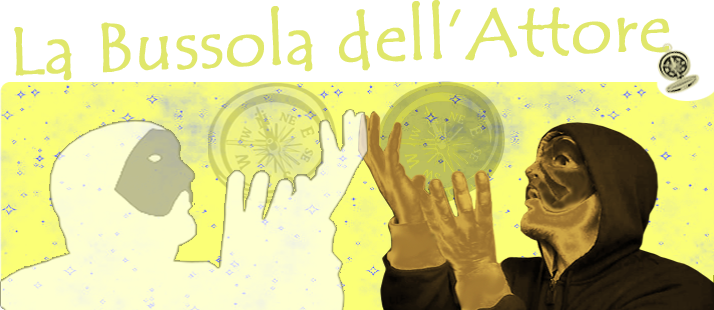

È stato, direttore artistico de "La Bussola dell'Attore" dal 2010 fino al 2018 portando avanti diversi progetti,  dal doppiaggio alla recitazione cinematografica.

## Filmografia

### Cinema
- Coppia omicida, regia di Claudio Fragasso (1998)
- Il ragazzo invisibile, regia di Gabriele Salvatores
- Diabolik 3, regia dei Manetti Bros.

### Televisione
- Il maresciallo Rocca, regia di Giorgio Capitani (1996)
- Coppia omicida, regia di Claudio Fragasso (1998)
- Laura non c’è, regia di Antonio Bonifacio (1998)
- Das Elixie, regia di Stefan Hurtung (2001)
- La squadra, regia di Lucio Gaudino (2003)
- Amanti e segreti, regia di Gianni Lepre (2004)
- La stagione dei delitti, regia di  (2004)
- Il Grande Torino, regia di Claudio Bonivento (2005)
- Un caso di coscienza 3, regia di Luigi Perelli (2008)
- Verità E Realtà, regia di Fabrizio Grassi (2008)
- Io e mio figlio - Nuove storie per il commissario Vivaldi, regia di Luciano Odorisio (2010)
- Don Matteo 7, regia di Giulio Base (2009)
- Un Caso di Coscienza 5 - regia di Luigi Perelli.
- Il Ragazzo Invisibile - regia di Gabriele Salvatores
- Volevo fare la rockstar - regia di Matteo Oleotto (2018)
- l'Azzardo - regia di Alessandra Cardone (2019)
- Il Silenzio dell'Acqua 2 regia di Pier Belloni (2019)
- La porta rossa - Terza stagione, regia di Gianpaolo Tescari - serie TV (2023)

## Teatro
- Le avventure di Hary Hanos, regia di László Vámos (1987)
- Autunno e Mostro, regia di Roberto Caruso (1992)
- La Cantatrice Calva, regia di Costantino de Luca (1992)
- Il Drago, regia di Roberto Innocente (1993)
- Spettri, regia di Giulio Bosetti (1993)
- Colpo di sole, regia di Ennio Coltorti (1995)
- Pinocchio, regia di Pino Cormani (1995)
- Femmine Violente, regia di A. Vianello (1995)
- Medea, regia di Alessandro Vantini (1996)
- Agamennone, regia di Antonio Calenda (2000)
- Coefore, regia di Antonio Calenda (2000)
- Otello, regia di Antonio Calenda (2001)
- Garibaldi Amore Mio, regia di Maurizio Micheli (2003)
- Le Culottes, regia di Giancarlo Corsoni (2003)
- I Due Gemelli Veneziani, regia di Antonio Calenda (2007)
- To Be Or Not To Be, regia di Antonio Calenda (2008)
- Yossl Rakover Si Rivolge a Dio, regia di Marisandra Calacione (2014)
- V per Veritas, regia di Francesco Gusmitta (2015)
- La Compagnia di Francesca in Terra regia di Francesco Gusmitta (2016)
- Spartaco Schergat un Eroe non solo...Borghese regia di Francesco Gusmitta  (2016)
- Il Barone Revoltella rivive nella Serra  regia di Francesco Gusmitta (2017)
- Theatron regia di Francesco Gusmitta (2018)
- Scrivimi - le parole che restano (2019) - protagonista- di Alfredo Saitto
- Dall'Umiltà Alle Stelle (2022) con Giuseppe Pambieri e Francesco Gusmitta regia Francesco Gusmitta
- Caro Giuseppe......(2022) scritto e interpretato da Francesco Gusmitta